# Marco Ricci

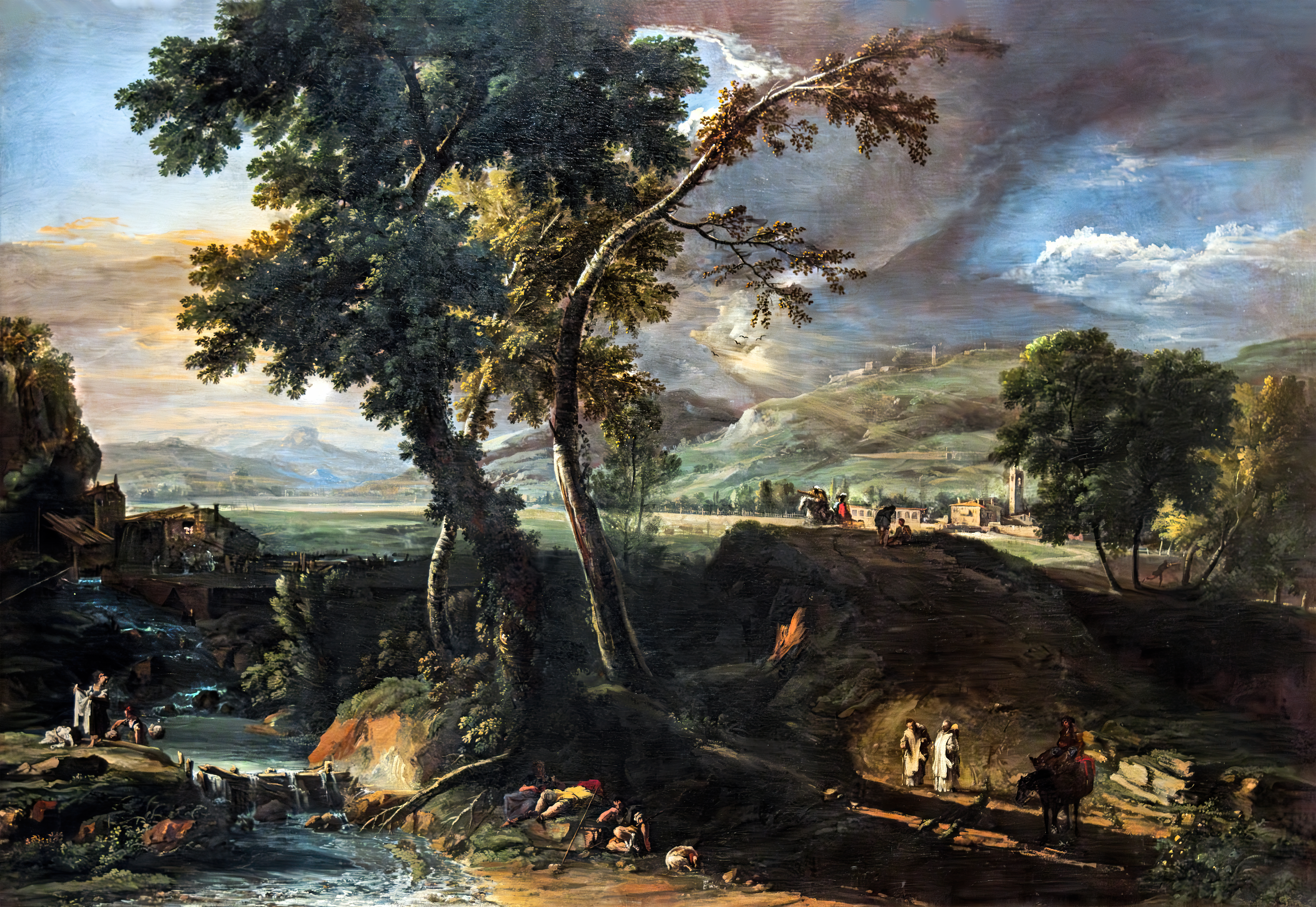
Paisaje con río y figuras, 1715, óleo sobre lienzo, 136 × 197 cm, Gallerie dell'Accademia, Venecia.

Marco Ricci (Belluno, 5 de junio de 1676 - Venecia, 1730) fue un pintor, grabador y escenógrafo italiano del rococó. La temática más habitual de su producción son los paisajes.
Debió de iniciar su formación en el taller de su tío, Sebastiano Ricci. Involucrado en un asesinato, tuvo que huir de Venecia y se instaló en Split, donde permaneció cuatro años como alumno de un pintor de paisajes. Hacia 1700 regresó a Venecia y en los siguientes años fue colaborador de su tío Sebastiano. 
Consta que en 1705 colaboraba con Alessandro Magnasco. En 1708, junto con Giovanni Antonio Pellegrini, siguió a Lord Manchester a Londres donde había sido invitado, con la finalidad de ejecutar escenografías para la ópera italiana en el Queen's Theatre de Haymarket. En su viaje a Londres pasó por los Países Bajos, donde pudo ver cuadros holandeses de paisajes.
En Inglaterra, Ricci trabajó mayormente como escenógrafo para óperas, y además produjo pinturas al fresco para la residencia del duque de Mánchester en Londres y también en Castle Howard.  
Regresó a Venecia a finales del 1710, a causa, al parecer, de un pleito con Pellegrini, de 1712 a 1714 estuvo de nuevo en Londres, esta vez en compañía de su tío Sebastiano. Estableciéndose definitivamente en Venecia figura inscrito en la cofradía de los pintores en 1726 y en 1727, viviendo con su tío hasta su muerte.
Sus pinturas más típicas son lienzos con paisajes, en diversas tipologías: puertos del Mediterráneo, bosques con viajeros, paisajes nevados... De esta última temática hay ejemplos en el Museo Thyssen-Bornemisza. También produjo algunos grabados al aguafuerte. Su arte influyó a otros artistas como Canaletto, Guardi y Francesco Zuccarelli.